# 신탁통치반대국민총동원위원회
신탁통치반대국민총동원위원회(信託統治反對國民總動員委員會)는 1945년 12월 28일 대한민국 임시정부 진영 주도로 신탁통치 반대를 표방하며 결성된 대중단체 연대조직이다. 1946년 2월 8일 독립촉성중앙협의회와 통합하여 대한독립촉성국민회로 재편되었다.

## 역사
신탁통치반대국민총동원위원회는 김구를 비롯한 임시정부 진영이 적극적이고 조직적인 신탁통치 반대활동을 펼치려는 목적에서 결성한 것이다.
1945년 12월 28일 임시 정부 측은 모스크바 삼국 외상 회의 합의문에 따라 한반도에 미소공동위원회를 설치하고, 미소공동위원회가 한반도의 신탁통치안을 협의한다는 소식이 전해지자, 임시 정부 측은 오후 4시 긴급 국무위원회의를 열고 각 정당, 종교단체, 언론기관 대표들을 초청하여 비상대책회의를 개최한 끝에 신탁통치반대국민총동원위원회 구성을 결의하였다.
신탁통치반대국민총동원위원회는 임시정부 국무위원회의 지도를 받도록 배치되었고, 그 장정위원(章程委員) 9인 모두가 임시정부 요인이었다. 위원장으로 권동진, 부위원장으로 안재홍과 김준연이 추대되었다.
신탁통치반대국민총동원위원회는 구성 당일 연합국 4국 원수에게 신탁통치 반대 결의문을 발송하였고, 12개항의 반탁국민동원실행방법을 결의하고 이의 이행을 전국민에게 호소하였다. 다음 날인 1945년 12월 29일 중앙위원회의를 열어서 임시정부의 즉각적 주권 행사를 건의하였다. 12월 31일에는 전국적 총파업을 지시하기도 하였다.
1946년 2월 8일 이승만이 지도하는 독립촉성중앙협의회(지방단위들)와 통합하여 대한독립촉성국민회로 재편되었다.